# Violência interétnica na República da Macedônia em 2012
A Violência Interétnica na República da Macedónia de 2012 começou no início de 2012 e envolveu macedônios étnicos e albaneses étnicos da até então República da Macedônia (renomeada em 2019 como Macedônia do Norte).

## Visão geral
De fevereiro a março de 2012, houve uma onda de violência interétnica e inter-religiosa em toda a República da Macedônia.
Em 28 de fevereiro, um polícia matou dois albaneses étnicos em Gostivar (oeste da República da Macedônia), depois de o polícia ter declarado ter sido atacado pelos albaneses por se recusar a estacionar num local diferente.
No dia 7 de março, cinco pessoas foram espancadas num ônibus na capital, Skopje.
No dia 10 de março foram registados vários atos de violência em Skopje e Tetovo. Em Skopje, um grupo de jovens, de etnia albanesa, espancou um homem de 66 anos. Além disso, uma ponte de madeira sobre o rio Vardar foi queimada.  Em Tetovo, albaneses étnicos espancaram uma garota de 16 anos. Além disso, um policial foi agredido fisicamente. Cinco pessoas foram presas.
No final de 12 de abril, quatro jovens foram raptados e mortos num assassinato semelhante a uma execução perto da capital, Skopje. Um quinto homem foi morto logo depois, possivelmente por ter testemunhado o acontecimento. Os mortos foram confirmados como sendo de etnia macedônia e protestos anti-albaneses eclodiram logo depois.

## Incidentes religiosos
Agências de notícias relataram que os muçulmanos se ofenderam com os trajes usados pelos macedônios étnicos em 14 de janeiro de 2012, num carnaval anual em Vevčani. Foi seguido por vários protestos de etnia albanesa. Aparentemente em retaliação, uma igreja ortodoxa perto de Struga, no sudoeste da República da Macedônia, foi queimada em 30 de janeiro.

## Protestos macedônios
Em toda a República da Macedónia foram organizados muitos protestos em várias cidades e aldeias, duas das quais se tornaram violentas: a aldeia Smilkovci, de onde vieram as vítimas, e na cidade de Skopje.
O protesto de Skopje foi organizado por jovens. Os manifestantes queriam marchar no município de Saraj, onde existe uma maioria albanesa. Os manifestantes foram parados pela polícia e iniciou-se um conflito de 10 minutos entre a polícia e os manifestantes. Os manifestantes foram gravados cantando “um bom Shqiptar é um Shqiptar morto” e “câmaras de gás para Shqiptars”.
Outro grande protesto pacífico foi organizado em Bitola, onde os manifestantes macedônios marcharam pela rua principal de Shirok Sokak e acenderam velas para as vítimas sob a Torre do Relógio de Bitola. O protesto teria sido organizado por Čkembari.

## Protestos albaneses
Em 4 de maio de 2012, 1.500-3.000 albaneses étnicos protestaram em Skopje exigindo a libertação dos albaneses presos, cantando "Deus é Um", "Ser albanês não é crime", "UÇK", "Vejo você nas montanhas", e "Grande Albânia". Posteriormente, alguns manifestantes atiraram pedras contra a polícia e quebraram as janelas de um ponto de ônibus. Shukri Alia, colocado na lista negra da UE e procurado pela polícia macedônia por homicídio e ataques armados a duas esquadras de polícia de Skopje, teria liderado esforços para organizar novos protestos. A polícia disse acreditar que ele está escondido no Kosovo.
Em 11 de maio de 2012, 5.000-10.000 albaneses protestaram em frente ao edifício do governo em Skopje, República da Macedônia. Eles agitaram bandeiras albanesas e gritaram "Muçulmanos não são terroristas!", "Não somos terroristas, somos muçulmanos", "KLA (Exército de Libertação do Kosovo)", " Grande Albânia", "Assassinos", "UÇK" e quebraram janelas em repartições governamentais e edifícios judiciais. Seis policiais, um repórter e um cinegrafista ficaram levemente feridos. Os manifestantes também carregavam faixas alegando que “sérvios e macedônios étnicos” eram responsáveis pelo quíntuplo assassinato.